# Sam Rayburn (Texas)
Sam Rayburn es un lugar designado por el censo ubicado en el condado de Jasper en el estado estadounidense de Texas. En el Censo de 2010 tenía una población de 1181 habitantes y una densidad poblacional de 45,92 personas por km².

## Geografía
Sam Rayburn se encuentra ubicado en las coordenadas 31°4′38″N 94°1′33″O / 31.07722, -94.02583. Según la Oficina del Censo de los Estados Unidos, Sam Rayburn tiene una superficie total de 25.72 km², de la cual 21.93 km² corresponden a tierra firme y (14.72%) 3.79 km² es agua.

## Demografía
Según el censo de 2010, había 1181 personas residiendo en Sam Rayburn. La densidad de población era de 45,92 hab./km². De los 1181 habitantes, Sam Rayburn estaba compuesto por el 94.16% blancos, el 2.12% eran afroamericanos, el 0.59% eran amerindios, el 0.51% eran asiáticos, el 0% eran isleños del Pacífico, el 0.76% eran de otras razas y el 1.86% pertenecían a dos o más razas. Del total de la población el 5.84% eran hispanos o latinos de cualquier raza.